# Route 134 (Québec)
Pour les articles homonymes, voir Route 134.
La route 134 (R-134) est une route nationale québécoise d'orientation nord-sud, mais elle porte un numéro pair puisqu'elle est majoritairement parallèle au fleuve Saint-Laurent. Elle dessert les régions administratives de la Montérégie et de Montréal.

## Tracé

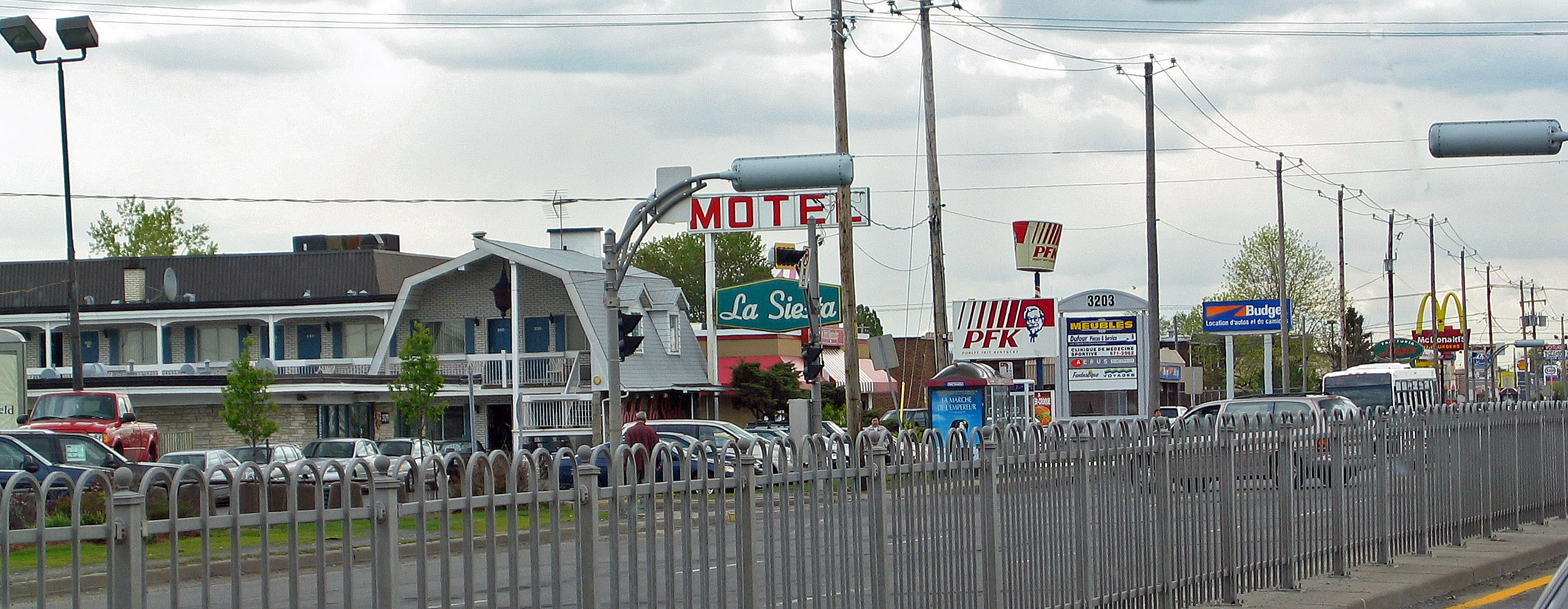
Boulevard Taschereau

La route 134 débute sur la rive sud du fleuve à Candiac sur l'A-15 sous forme de boulevard urbain à chaussées séparées et en portant le nom de boulevard Taschereau. Elle conserve son état et son nom jusqu'au pont Jacques-Cartier, qu'elle emprunte pour traverser le Saint-Laurent.
Sur l'île de Montréal, elle se divise en deux sens unique en l'avenue Papineau (direction sud) et en l'avenue De Lorimier (direction nord) avant de terminer son parcours sur la rue Sherbrooke (route 138).
Le segment en Montérégie porte le nom du boulevard Taschereau en l'honneur de Louis-Alexandre Taschereau, 14e premier ministre du Québec.

## Localités traversées (de l'ouest vers l'est)
Liste des municipalités dont le territoire est traversé par la route 134, regroupées par municipalité régionale de comté.

### Montérégie
Roussillon
- Candiac
- La Prairie

Agglomération de Longueuil
- Brossard
- Longueuil
  - Arrondissement de Greenfield Park
  - Arrondissement de Saint-Hubert
  - Arrondissement du Vieux-Longueuil

### Montréal
Agglomération de Montréal
- Montréal
  - Arrondissement de Ville-Marie

## Intersections majeures
| MRC                  | Municipalité         | km          | Destinations                                               | Notes |
| -------------------- | -------------------- | ----------- | ---------------------------------------------------------- | --- |
| Roussillon           | Candiac              | 0,00        | A-15 sud / R-132 ouest vers I-87 – New York                | Sortie direction nord, entrée direction sud; sortie 45 de l'A-15                                                   |
| Roussillon           | La Prairie           | 3,00        | R-104 est – Saint-Jean-sur-Richelieu                       | Terminus ouest de la R-104                                                                                         |
| Longueuil            | Brossard             | 7,00        | A-10 – Pont Champlain, Montréal (Centre-ville), Sherbrooke | Sortie 9 de l'A-10                                                                                                 |
| Longueuil            | Longueuil            | 13,80       | R-112 / R-116 est – Pont Victoria, Belœil                  | Échangeur; terminus ouest de la R-116                                                                              |
| Longueuil            | Longueuil            | 14,00       | Boulevard Jacques-Cartier                                  | Échangeur; pas de sortie en direction est                                                                          |
| Longueuil            | Longueuil            | 14,70       | Boulevard Curé-Poirier                                     | Échangeur |
| Longueuil            | Longueuil            | 15,70       | Boulevard Deslauniers                                      | Échangeur |
| Longueuil            | Longueuil            | 16,60       | Boulevard La Fayette                                       | Échangeur; sortie direction est, entrée direction ouest                                                            |
| Longueuil            | Longueuil            | 17,00       | A-20 / R-132 – La Prairie, USA, Varennes, Québec           | Échangeur; sortie 82 de l'A-20                                                                                     |
| Fleuve Saint-Laurent | Fleuve Saint-Laurent | 17,50–19,60 | Pont Jacques-Cartier                                       | Pont Jacques-Cartier                                                                                               |
| Montréal             | Montréal             | 18,70       | Parc Jean-Drapeau                                          | Échangeur; accès à l'Île Sainte-Hélène                                                                             |
| Montréal             | Montréal             | 20,30       | Vers R-136 (Rue Notre-Dame) – Centre-ville                 | Transition vers des rues à sens unique (direction est via Avenue De Lorimier, direction ouest via Avenue Papineau) |
| Montréal             | Montréal             | 21,40       | R-138 (Rue Sherbrooke)                                     | |
| - Accès incomplet    |                      |             |                                                            | |